# ATP Tour 2022
L'ATP Tour 2022 è un insieme di tornei organizzati dall'ATP divisi in quattro categorie: tornei del Grande Slam, Masters 1000, 500 e 250. Il programma comprendeva anche i tornei organizzati dalla ITF: la Coppa Davis, le ATP Finals, le Next Generation ATP Finals e l'ATP Cup.
Il programma non è stato reso noto completamente ma su base semestrale per controllare l'andamento della pandemia. Il calendario che comprendeva la programmazione di gennaio-giugno 2022 è stato reso disponibile a fine novembre 2021.

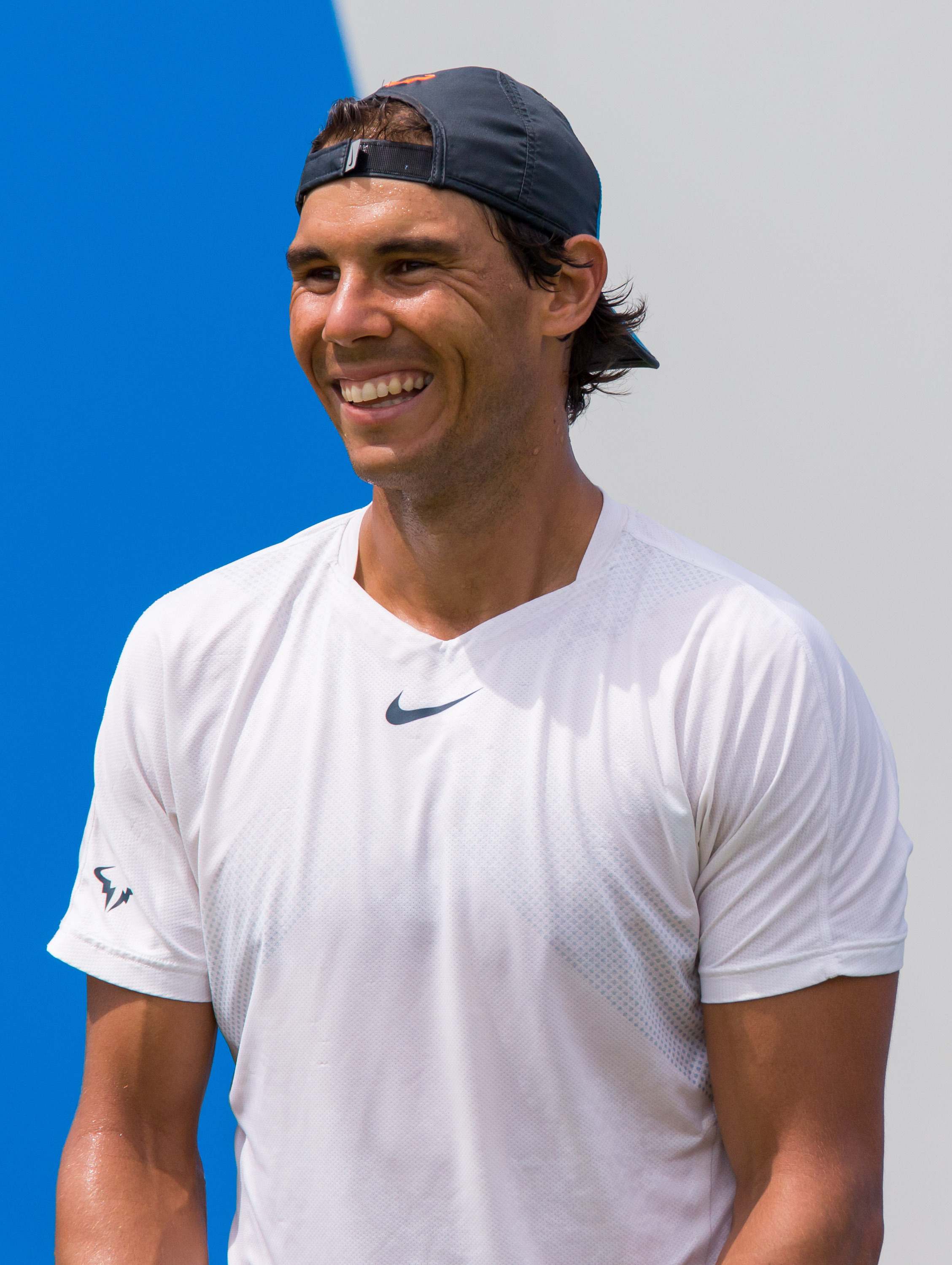
Rafa Nadal si è aggiudicato il suo secondo Australian Open in finale contro Daniil Medvedev ed il quattordicesimo Roland Garros sconfiggendo Casper Ruud.

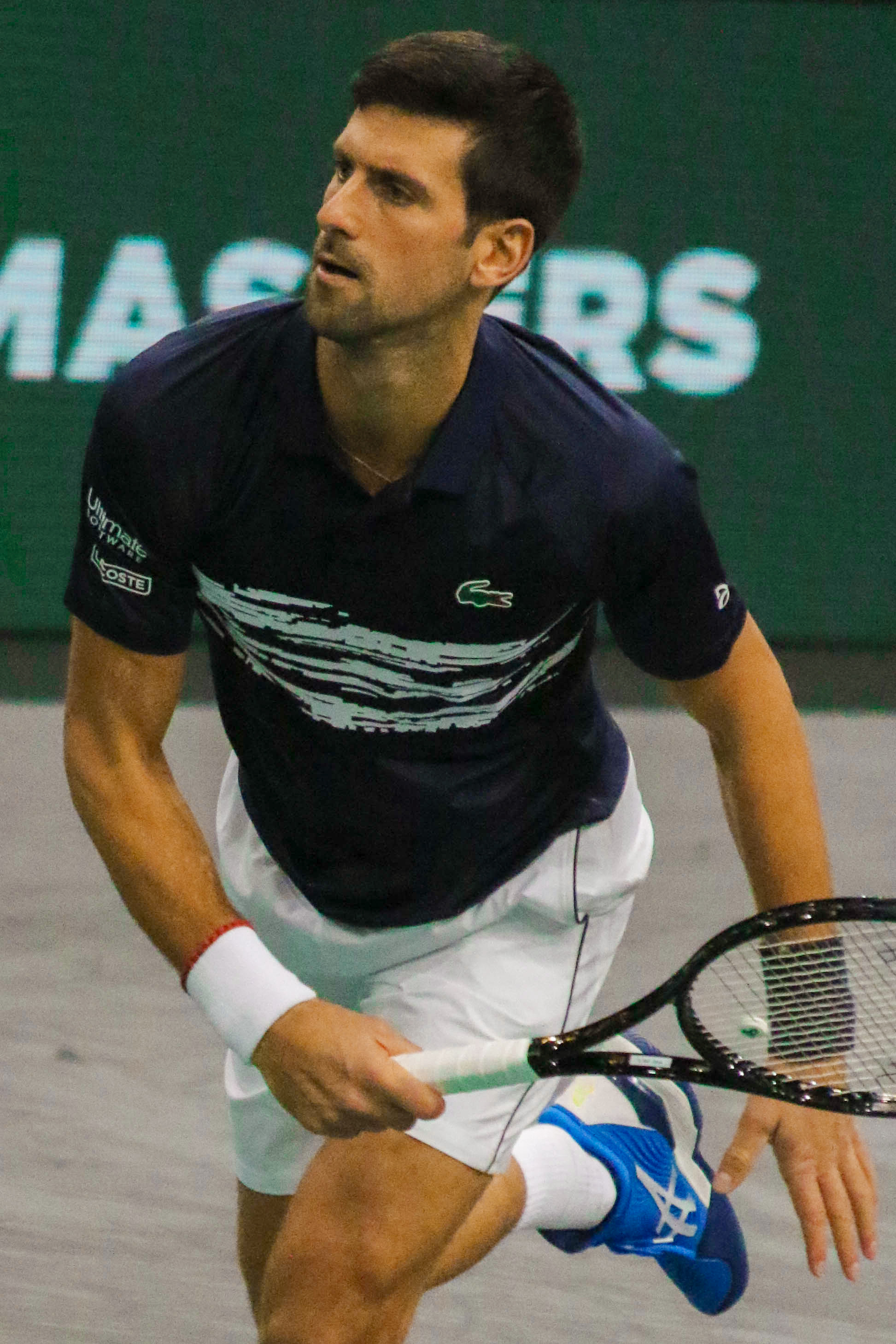
Novak Đoković ha confermato il suo titolo a Wimbledon battendo Nick Kyrgios.

## Calendario
Questo è il calendario completo degli eventi del 2022, con i risultati in progressione dai quarti di finale.
Legenda
| Grande Slam           |
| ATP Finals            |
| ATP Tour Masters 1000 |
| ATP Tour 500          |
| ATP Tour 250          |
| Evento a squadre      |

### Gennaio
| Settimana             | Torneo | Campioni                                                | Finalisti                                 | Semifinalisti                          | Eliminati ai quarti di finale |
| --------------------- | --- | ------------------------------------------------------- | ----------------------------------------- | -------------------------------------- | --- |
| 3 gennaio             | ATP Cup Sydney, Australia Torneo a squadre misto maschile 10000 $ - Cemento - 16 squadre                                    | Canada 2-0                                              | Spagna                                    | Polonia Russia                         | Round Robin Gruppo A Cile Serbia Norvegia Gruppo B Australia Italia Francia Gruppo C Regno Unito Germania Stati Uniti Gruppo D Argentina Grecia Georgia |
| 3 gennaio             | Adelaide International 1 Adelaide, Australia ATP Tour 250 416800 $ - Cemento - 28S/16Q/16D Singolare - Doppio               | Gaël Monfils 6-4, 6-4                                   | Karen Chačanov                            | Thanasi Kokkinakis Marin Čilić         | Tommy Paul Mikael Ymer Laslo Đere Jahor Herasimaŭ |
| 3 gennaio             | Adelaide International 1 Adelaide, Australia ATP Tour 250 416800 $ - Cemento - 28S/16Q/16D Singolare - Doppio               | Rohan Bopanna Ramkumar Ramanathan 7-6(6), 6-1           | Ivan Dodig Marcelo Melo                   | Thanasi Kokkinakis Marin Čilić         | Tommy Paul Mikael Ymer Laslo Đere Jahor Herasimaŭ |
| 3 gennaio             | Melbourne Summer Set Melbourne, Australia ATP Tour 250 521000 $ - Cemento - 28S/16Q/16D Singolare - Doppio                  | Rafael Nadal 7-6(6), 6-3                                | Maxime Cressy                             | Emil Ruusuvuori Grigor Dimitrov        | Tallon Griekspoor Alex Molčan Botic van de Zandschulp Jaume Munar                                                                                       |
| 3 gennaio             | Melbourne Summer Set Melbourne, Australia ATP Tour 250 521000 $ - Cemento - 28S/16Q/16D Singolare - Doppio                  | Wesley Koolhof Neal Skupski 6-4, 6-4                    | Oleksandr Nedovjesov Aisam-ul-Haq Qureshi | Emil Ruusuvuori Grigor Dimitrov        | Tallon Griekspoor Alex Molčan Botic van de Zandschulp Jaume Munar                                                                                       |
| 10 gennaio            | Adelaide International 2 Adelaide, Australia ATP Tour 250 493875 $ - Cemento - 28S/16Q/16D Singolare - Doppio               | Thanasi Kokkinakis 6(6)-7, 7-6(5), 6-3                  | Arthur Rinderknech                        | Corentin Moutet Marin Čilić            | Thiago Monteiro Karen Chačanov Tommy Paul Aleksandar Vukic                                                                                              |
| 10 gennaio            | Adelaide International 2 Adelaide, Australia ATP Tour 250 493875 $ - Cemento - 28S/16Q/16D Singolare - Doppio               | Wesley Koolhof Neal Skupski 7-6(5), 6-4                 | Ariel Behar Gonzalo Escobar               | Corentin Moutet Marin Čilić            | Thiago Monteiro Karen Chačanov Tommy Paul Aleksandar Vukic                                                                                              |
| 10 gennaio            | Sydney International Sydney, Australia ATP Tour 250 521000 $ - Cemento - 28S/16Q/16D Singolare - Doppio                     | Aslan Karacev 6-3, 6-3                                  | Andy Murray                               | Daniel Evans Reilly Opelka             | Lorenzo Sonego Maxime Cressy Brandon Nakashima David Goffin                                                                                             |
| 10 gennaio            | Sydney International Sydney, Australia ATP Tour 250 521000 $ - Cemento - 28S/16Q/16D Singolare - Doppio                     | Filip Polášek John Peers 7-5, 7-5                       | Simone Bolelli Fabio Fognini              | Daniel Evans Reilly Opelka             | Lorenzo Sonego Maxime Cressy Brandon Nakashima David Goffin                                                                                             |
| 17 gennaio 30 gennaio | Australian Open Melbourne, Australia Grande Slam 33784200 $ - Cemento - 128S/128Q/64D/32X Singolare - Doppio - Doppio misto | Rafael Nadal 2-6, 6(5)-7, 6-4, 6-4, 7-5                 | Daniil Medvedev                           | Matteo Berrettini Stefanos Tsitsipas   | Gaël Monfils Denis Shapovalov Jannik Sinner Félix Auger-Aliassime                                                                                       |
| 17 gennaio 30 gennaio | Australian Open Melbourne, Australia Grande Slam 33784200 $ - Cemento - 128S/128Q/64D/32X Singolare - Doppio - Doppio misto | Thanasi Kokkinakis Nick Kyrgios 7-5, 6-4                | Matthew Ebden Max Purcell                 | Matteo Berrettini Stefanos Tsitsipas   | Gaël Monfils Denis Shapovalov Jannik Sinner Félix Auger-Aliassime                                                                                       |
| 17 gennaio 30 gennaio | Australian Open Melbourne, Australia Grande Slam 33784200 $ - Cemento - 128S/128Q/64D/32X Singolare - Doppio - Doppio misto | Kristina Mladenovic Ivan Dodig 6-3, 6-4                 | Jaimee Fourlis Jason Kubler               | Matteo Berrettini Stefanos Tsitsipas   | Gaël Monfils Denis Shapovalov Jannik Sinner Félix Auger-Aliassime                                                                                       |
| 31 gennaio            | Córdoba Open Córdoba, Argentina ATP Tour 250 493875 $ - Terra rossa - 28S/16Q/16D Singolare - Doppio                        | Albert Ramos Viñolas 4-6, 6-3, 6-4                      | Alejandro Tabilo                          | Diego Schwartzman Juan Ignacio Londero | Daniel Elahi Galán Sebastián Báez Lorenzo Sonego Nikola Milojević                                                                                       |
| 31 gennaio            | Córdoba Open Córdoba, Argentina ATP Tour 250 493875 $ - Terra rossa - 28S/16Q/16D Singolare - Doppio                        | Santiago González Andrés Molteni 7-5, 6-3               | Andrej Martin Tristan-Samuel Weissborn    | Diego Schwartzman Juan Ignacio Londero | Daniel Elahi Galán Sebastián Báez Lorenzo Sonego Nikola Milojević                                                                                       |
| 31 gennaio            | Maharashtra Open Pune, India ATP Tour 250 493875 $ - Cemento - 28S/16Q/16D Singolare - Doppio                               | João Sousa 7-6(9), 4-6, 6-1                             | Emil Ruusuvuori                           | Elias Ymer Kamil Majchrzak             | Stefano Travaglia Daniel Altmaier Jiří Veselý Lorenzo Musetti                                                                                           |
| 31 gennaio            | Maharashtra Open Pune, India ATP Tour 250 493875 $ - Cemento - 28S/16Q/16D Singolare - Doppio                               | Rohan Bopanna Ramkumar Ramanathan 6(10)-7, 6-3, 10-6    | Luke Saville John-Patrick Smith           | Elias Ymer Kamil Majchrzak             | Stefano Travaglia Daniel Altmaier Jiří Veselý Lorenzo Musetti                                                                                           |
| 31 gennaio            | Open Sud de France Montpellier, Francia ATP Tour 250 490990 € - Cemento (i) - 28S/16Q/16D Singolare - Doppio                | Aleksandr Bublik 6-4, 6-3                               | Alexander Zverev                          | Mikael Ymer Filip Krajinović           | Adrian Mannarino Richard Gasquet Damir Džumhur Roberto Bautista Agut                                                                                    |
| 31 gennaio            | Open Sud de France Montpellier, Francia ATP Tour 250 490990 € - Cemento (i) - 28S/16Q/16D Singolare - Doppio                | Pierre-Hugues Herbert Nicolas Mahut 4-6, 7-6(10), 12-10 | Lloyd Glasspool Harri Heliövaara          | Mikael Ymer Filip Krajinović           | Adrian Mannarino Richard Gasquet Damir Džumhur Roberto Bautista Agut                                                                                    |

### Febbraio
| Settimana   | Torneo | Campioni | Finalisti | Semifinalisti                         | Eliminati ai quarti di finale                                             |
| ----------- | --- | --- | --- | ------------------------------------- | ------------------------------------------------------------------------- |
| 7 febbraio  | Rotterdam Open Rotterdam, Paesi Bassi ATP Tour 500 1349070 € - Cemento (i) - 32S/16Q/16D Singolare - Doppio | Félix Auger-Aliassime 6-4, 6-2 | Stefanos Tsitsipas | Jiří Lehečka Andrej Rublëv            | Alex de Minaur Lorenzo Musetti Cameron Norrie Márton Fucsovics            |
| 7 febbraio  | Rotterdam Open Rotterdam, Paesi Bassi ATP Tour 500 1349070 € - Cemento (i) - 32S/16Q/16D Singolare - Doppio | Robin Haase Matwé Middelkoop 4-6, 7-6(5), 10-5 | Lloyd Harris Tim Pütz | Jiří Lehečka Andrej Rublëv            | Alex de Minaur Lorenzo Musetti Cameron Norrie Márton Fucsovics            |
| 7 febbraio  | Argentina Open Buenos Aires, Argentina ATP Tour 250 686700 $ - Terra rossa - 28S/32Q/16D Singolare - Doppio | Casper Ruud 5-7, 6-2, 6-3 | Diego Schwartzman | Federico Delbonis Lorenzo Sonego      | Federico Coria Fabio Fognini Fernando Verdasco Francisco Cerúndolo        |
| 7 febbraio  | Argentina Open Buenos Aires, Argentina ATP Tour 250 686700 $ - Terra rossa - 28S/32Q/16D Singolare - Doppio | Santiago González Andrés Molteni 6-1, 6-1 | Fabio Fognini Horacio Zeballos                                                                                               | Federico Delbonis Lorenzo Sonego      | Federico Coria Fabio Fognini Fernando Verdasco Francisco Cerúndolo        |
| 7 febbraio  | Dallas Open Dallas, Stati Uniti ATP Tour 250 792980 $ - Cemento (i) - 28S/32Q/16D Singolare - Doppio | Reilly Opelka 7-6(5), 7-6(3) | Jenson Brooksby | Marcos Giron John Isner               | Taylor Fritz Jordan Thompson Vasek Pospisil Adrian Mannarino              |
| 7 febbraio  | Dallas Open Dallas, Stati Uniti ATP Tour 250 792980 $ - Cemento (i) - 28S/32Q/16D Singolare - Doppio | Marcelo Arévalo Jean-Julien Rojer 7-6(4), 6-4 | Lloyd Glasspool Harri Heliövaara                                                                                             | Marcos Giron John Isner               | Taylor Fritz Jordan Thompson Vasek Pospisil Adrian Mannarino              |
| 14 febbraio | Rio Open Rio de Janeiro, Brasile ATP Tour 500 1815115 $ - Terra rossa - 32S/16Q/16D Singolare - Doppio | Carlos Alcaraz 6-4, 6-2 | Diego Schwartzman | Fabio Fognini Francisco Cerúndolo     | Matteo Berrettini Federico Coria Pablo Andújar Miomir Kecmanović          |
| 14 febbraio | Rio Open Rio de Janeiro, Brasile ATP Tour 500 1815115 $ - Terra rossa - 32S/16Q/16D Singolare - Doppio | Simone Bolelli Fabio Fognini 7-5, 6(2)-7, 10-6 | Jamie Murray Bruno Soares | Fabio Fognini Francisco Cerúndolo     | Matteo Berrettini Federico Coria Pablo Andújar Miomir Kecmanović          |
| 14 febbraio | Open 13 Marsiglia, Francia ATP Tour 250 622610 € - Cemento (i) - 28S/32Q/16D Singolare - Doppio | Andrej Rublëv 7-5, 7-6(4) | Félix Auger-Aliassime | Roman Safiullin Benjamin Bonzi        | Stefanos Tsitsipas Il'ja Ivaška Aslan Karacev Lucas Pouille               |
| 14 febbraio | Open 13 Marsiglia, Francia ATP Tour 250 622610 € - Cemento (i) - 28S/32Q/16D Singolare - Doppio | Denys Molčanov Andrej Rublëv 4-6, 7-5, 10-7 | Raven Klaasen Ben McLachlan                                                                                                  | Roman Safiullin Benjamin Bonzi        | Stefanos Tsitsipas Il'ja Ivaška Aslan Karacev Lucas Pouille               |
| 14 febbraio | Delray Beach Open Delray Beach, Stati Uniti ATP Tour 250 664275 $ - Cemento - 28S/32Q/16D Singolare - Doppio | Cameron Norrie 7-6(1), 7-6(4) | Reilly Opelka | Tommy Paul John Millman               | Sebastian Korda Stefan Kozlov Grigor Dimitrov Adrian Mannarino            |
| 14 febbraio | Delray Beach Open Delray Beach, Stati Uniti ATP Tour 250 664275 $ - Cemento - 28S/32Q/16D Singolare - Doppio | Marcelo Arévalo Jean-Julien Rojer 6-2, 6(5)-7, 10-4 | Oleksandr Nedovjesov Aisam-ul-Haq Qureshi                                                                                    | Tommy Paul John Millman               | Sebastian Korda Stefan Kozlov Grigor Dimitrov Adrian Mannarino            |
| 14 febbraio | Qatar Open Doha, Qatar ATP Tour 250 1176595 $ - Cemento - 28S/16Q/16D Singolare - Doppio | Roberto Bautista Agut 6-3, 6-4 | Nikoloz Basilašvili | Arthur Rinderknech Karen Chačanov     | Denis Shapovalov Márton Fucsovics Marin Čilić Alejandro Davidovich Fokina |
| 14 febbraio | Qatar Open Doha, Qatar ATP Tour 250 1176595 $ - Cemento - 28S/16Q/16D Singolare - Doppio | Wesley Koolhof Neal Skupski 7-6(4), 6-1 | Rohan Bopanna Denis Shapovalov                                                                                               | Arthur Rinderknech Karen Chačanov     | Denis Shapovalov Márton Fucsovics Marin Čilić Alejandro Davidovich Fokina |
| 21 febbraio | Dubai Tennis Championships Dubai, Emirati Arabi Uniti ATP Tour 500 2949665 $ - Cemento - 32S/16Q/16D Singolare - Doppio | Andrej Rublëv 6-3, 6-4 | Jiří Veselý | Denis Shapovalov Hubert Hurkacz       | Novak Đoković Ričardas Berankis Jannik Sinner Mackenzie McDonald          |
| 21 febbraio | Dubai Tennis Championships Dubai, Emirati Arabi Uniti ATP Tour 500 2949665 $ - Cemento - 32S/16Q/16D Singolare - Doppio | Tim Pütz Michael Venus 6-3, 6(5)-7, 16-14 | Nikola Mektić Mate Pavić | Denis Shapovalov Hubert Hurkacz       | Novak Đoković Ričardas Berankis Jannik Sinner Mackenzie McDonald          |
| 21 febbraio | Open del Messico Acapulco, Messico ATP Tour 500 1832890 $ - Cemento - 32S/16Q/16D Singolare - Doppio | Rafael Nadal 6-4, 6-4 | Cameron Norrie | Daniil Medvedev Stefanos Tsitsipas    | Yoshihito Nishioka Tommy Paul Peter Gojowczyk Marcos Giron                |
| 21 febbraio | Open del Messico Acapulco, Messico ATP Tour 500 1832890 $ - Cemento - 32S/16Q/16D Singolare - Doppio | Feliciano López Stefanos Tsitsipas 7-5, 6-4 | Marcelo Arévalo Jean-Julien Rojer                                                                                            | Daniil Medvedev Stefanos Tsitsipas    | Yoshihito Nishioka Tommy Paul Peter Gojowczyk Marcos Giron                |
| 21 febbraio | Chile Open Santiago, Cile ATP Tour 250 546340 $ - Terra rossa - 28S/16Q/16D Singolare - Doppio | Pedro Martínez 4-6, 6-4, 6-4 | Sebastián Báez | Alejandro Tabilo Albert Ramos Viñolas | Miomir Kecmanović Yannick Hanfmann Thiago Monteiro Facundo Bagnis         |
| 21 febbraio | Chile Open Santiago, Cile ATP Tour 250 546340 $ - Terra rossa - 28S/16Q/16D Singolare - Doppio | Rafael Matos Felipe Meligeni Alves 7-6(8), 7-6(3) | André Göransson Nathaniel Lammons                                                                                            | Alejandro Tabilo Albert Ramos Viñolas | Miomir Kecmanović Yannick Hanfmann Thiago Monteiro Facundo Bagnis         |
| 28 febbraio | Coppa Davis - Qualificazioni Buenos Aires, Argentina - Terra rossa Bratislava, Slovacchia - Cemento (i) Espoo, Finlandia - Cemento (i) Helsingborg, Svezia - Cemento (i) Pau, Francia, Cemento (i) Marbella, Spagna - Terra rossa Oslo, Norvegia - Cemento (i) Reno, Stati Uniti - Cemento (i) L'Aia, Paesi Bassi - Terra rossa (i) Sydney, Australia - Cemento Seul, Corea del Sud - Cemento (i) Rio de Janeiro, Brasile - Terra rossa | Vincenti spareggio Argentina 3-1 Italia 3-2 Belgio 3-2 Svezia 3-2 Francia 3-0 Spagna 3-1 Kazakistan 3-1 Stati Uniti 3-0 Paesi Bassi 3-0 Australia 3-2 Corea del Sud 3-1 Germania 3-1 | Perdenti spareggio Rep. Ceca Slovacchia Finlandia Giappone Ecuador Romania Norvegia Colombia Canada Ungheria Austria Brasile |                                       |                                                                           |

### Marzo
| Settimana         | Torneo | Campioni                              | Finalisti                                | Semifinalisti                      | Eliminati ai quarti di finale                                    |
| ----------------- | --- | ------------------------------------- | ---------------------------------------- | ---------------------------------- | ---------------------------------------------------------------- |
| 7 marzo 20 marzo  | Indian Wells Open Indian Wells, Stati Uniti ATP Tour Masters 1000 9554920 $ - Cemento - 96S/48Q/32D Singolare - Doppio | Taylor Fritz 6-3, 7-6(5)              | Rafael Nadal                             | Carlos Alcaraz Andrej Rublëv       | Cameron Norrie Nick Kyrgios Miomir Kecmanović Grigor Dimitrov    |
| 7 marzo 20 marzo  | Indian Wells Open Indian Wells, Stati Uniti ATP Tour Masters 1000 9554920 $ - Cemento - 96S/48Q/32D Singolare - Doppio | John Isner Jack Sock 7-6(4), 6-3      | Santiago González Édouard Roger-Vasselin | Carlos Alcaraz Andrej Rublëv       | Cameron Norrie Nick Kyrgios Miomir Kecmanović Grigor Dimitrov    |
| 21 marzo 3 aprile | Miami Open Miami, Stati Uniti ATP Tour Masters 1000 9554920 $ - Cemento -96S/48Q/32D Singolare - Doppio                | Carlos Alcaraz 7-5, 6-4               | Casper Ruud                              | Hubert Hurkacz Francisco Cerúndolo | Daniil Medvedev Miomir Kecmanović Jannik Sinner Alexander Zverev |
| 21 marzo 3 aprile | Miami Open Miami, Stati Uniti ATP Tour Masters 1000 9554920 $ - Cemento -96S/48Q/32D Singolare - Doppio                | Hubert Hurkacz John Isner 7-6(5), 6-4 | Wesley Koolhof Neal Skupski              | Hubert Hurkacz Francisco Cerúndolo | Daniil Medvedev Miomir Kecmanović Jannik Sinner Alexander Zverev |

### Aprile
| Settimana | Torneo | Campioni                                           | Finalisti                         | Semifinalisti                        | Eliminati ai quarti di finale                                                       |
| --------- | --- | -------------------------------------------------- | --------------------------------- | ------------------------------------ | ----------------------------------------------------------------------------------- |
| 4 aprile  | U.S. Men's Clay Court Championships Houston, Stati Uniti ATP Tour 250 665330 $ - Terra rossa - 28S/16Q/16D Singolare - Doppio        | Reilly Opelka 6-3, 7-6(7)                          | John Isner                        | Nick Kyrgios Cristian Garín          | Michael Mmoh Gijs Brouwer Frances Tiafoe Taylor Fritz                               |
| 4 aprile  | U.S. Men's Clay Court Championships Houston, Stati Uniti ATP Tour 250 665330 $ - Terra rossa - 28S/16Q/16D Singolare - Doppio        | Matthew Ebden Max Purcell 6-3, 6-3                 | Ivan Sabanov Matej Sabanov        | Nick Kyrgios Cristian Garín          | Michael Mmoh Gijs Brouwer Frances Tiafoe Taylor Fritz                               |
| 4 aprile  | Grand Prix Hassan II Marrakech, Marocco ATP Tour 250 597900 $ - Terra rossa - 28S/16Q/16D Singolare - Doppio                         | David Goffin 3-6, 6-3, 6-3                         | Alex Molčan                       | Laslo Đere Federico Coria            | Botic van de Zandschulp Lorenzo Musetti Richard Gasquet Roberto Carballés Baena     |
| 4 aprile  | Grand Prix Hassan II Marrakech, Marocco ATP Tour 250 597900 $ - Terra rossa - 28S/16Q/16D Singolare - Doppio                         | Rafael Matos David Vega Hernández 6-1, 7-5         | Andrea Vavassori Jan Zieliński    | Laslo Đere Federico Coria            | Botic van de Zandschulp Lorenzo Musetti Richard Gasquet Roberto Carballés Baena     |
| 11 aprile | Monte Carlo Masters Monte Carlo, Principato di Monaco ATP Tour Masters 1000 5802475 € - Terra rossa - 56S/28Q/28D Singolare - Doppio | Stefanos Tsitsipas 6-3, 7-6(3)                     | Alejandro Davidovich Fokina       | Grigor Dimitrov Alexander Zverev     | Taylor Fritz Hubert Hurkacz Diego Schwartzman Jannik Sinner                         |
| 11 aprile | Monte Carlo Masters Monte Carlo, Principato di Monaco ATP Tour Masters 1000 5802475 € - Terra rossa - 56S/28Q/28D Singolare - Doppio | Rajeev Ram Joe Salisbury 6-4, 3-6, [10-7]          | Juan Sebastián Cabal Robert Farah | Grigor Dimitrov Alexander Zverev     | Taylor Fritz Hubert Hurkacz Diego Schwartzman Jannik Sinner                         |
| 18 aprile | Barcelona Open Barcellona, Spagna ATP Tour 500 2802580 € - Terra rossa - 48S/24QS/16D/4QD Singolare - Doppio                         | Carlos Alcaraz 6-3, 6-2                            | Pablo Carreño Busta               | Diego Schwartzman Alex de Minaur     | Stefanos Tsitsipas Cameron Norrie Félix Auger-Aliassime Casper Ruud                 |
| 18 aprile | Barcelona Open Barcellona, Spagna ATP Tour 500 2802580 € - Terra rossa - 48S/24QS/16D/4QD Singolare - Doppio                         | Kevin Krawietz Andreas Mies 7-6(3), 6(5)-7, [10-6] | Wesley Koolhof Neal Skupski       | Diego Schwartzman Alex de Minaur     | Stefanos Tsitsipas Cameron Norrie Félix Auger-Aliassime Casper Ruud                 |
| 18 aprile | Serbia Open Belgrado, Serbia ATP Tour 250 597900 € - Terra rossa - 28S/16Q/16D Singolare - Doppio                                    | Andrej Rublëv 6-2, 6(4)-7, 6-0                     | Novak Đoković                     | Karen Chačanov Fabio Fognini         | Miomir Kecmanović Thiago Monteiro Oscar Otte Tarō Daniel                            |
| 18 aprile | Serbia Open Belgrado, Serbia ATP Tour 250 597900 € - Terra rossa - 28S/16Q/16D Singolare - Doppio                                    | Ariel Behar Gonzalo Escobar 2-6, 6-3, [10-7]       | Nikola Mektić Mate Pavić          | Karen Chačanov Fabio Fognini         | Miomir Kecmanović Thiago Monteiro Oscar Otte Tarō Daniel                            |
| 25 aprile | Estoril Open Cascais, Portogallo ATP Tour 250 597900 € - Terra rossa - 28S/16Q/16D Singolare - Doppio                                | Sebastián Báez 6-3, 6-2                            | Frances Tiafoe                    | Sebastian Korda Albert Ramos Viñolas | Félix Auger-Aliassime Alejandro Davidovich Fokina Richard Gasquet Fernando Verdasco |
| 25 aprile | Estoril Open Cascais, Portogallo ATP Tour 250 597900 € - Terra rossa - 28S/16Q/16D Singolare - Doppio                                | Nuno Borges Francisco Cabral 6-2, 6-3              | Máximo González André Göransson   | Sebastian Korda Albert Ramos Viñolas | Félix Auger-Aliassime Alejandro Davidovich Fokina Richard Gasquet Fernando Verdasco |
| 25 aprile | Internazionali di Tennis di Baviera Monaco di Baviera, Germania ATP Tour 250 597900 € - Terra rossa - 28S/16Q/16D Singolare - Doppio | Holger Rune 3-4, rit.                              | Botic van de Zandschulp           | Oscar Otte Miomir Kecmanović         | Emil Ruusuvuori Alejandro Tabilo Nikoloz Basilašvili Casper Ruud                    |
| 25 aprile | Internazionali di Tennis di Baviera Monaco di Baviera, Germania ATP Tour 250 597900 € - Terra rossa - 28S/16Q/16D Singolare - Doppio | Kevin Krawietz Andreas Mies 4-6, 6-4, [10-7]       | Rafael Matos David Vega Hernández | Oscar Otte Miomir Kecmanović         | Emil Ruusuvuori Alejandro Tabilo Nikoloz Basilašvili Casper Ruud                    |

### Maggio
| Settimana          | Torneo | Campioni                                              | Finalisti                         | Semifinalisti                    | Eliminati ai quarti di finale                                       |
| ------------------ | --- | ----------------------------------------------------- | --------------------------------- | -------------------------------- | ------------------------------------------------------------------- |
| 2 maggio           | Madrid Open Madrid, Spagna ATP Tour Masters 1000 7499290 € - Terra rossa - 56S/28Q/28D Singolare - Doppio               | Carlos Alcaraz 6-3, 6-1                               | Alexander Zverev                  | Novak Đoković Stefanos Tsitsipas | Hubert Hurkacz Rafael Nadal Andrej Rublëv Félix Auger-Aliassime     |
| 2 maggio           | Madrid Open Madrid, Spagna ATP Tour Masters 1000 7499290 € - Terra rossa - 56S/28Q/28D Singolare - Doppio               | Wesley Koolhof Neal Skupski 6(4)-7, 6-4, [10-5]       | Juan Sebastián Cabal Robert Farah | Novak Đoković Stefanos Tsitsipas | Hubert Hurkacz Rafael Nadal Andrej Rublëv Félix Auger-Aliassime     |
| 9 maggio           | Internazionali d'Italia Roma, Italia ATP Tour Masters 1000 6008725 € - Terra rossa - 56S/28Q/32D Singolare - Doppio     | Novak Đoković 6-0, 7-6(5)                             | Stefanos Tsitsipas                | Casper Ruud Alexander Zverev     | Félix Auger-Aliassime Denis Shapovalov Jannik Sinner Cristian Garín |
| 9 maggio           | Internazionali d'Italia Roma, Italia ATP Tour Masters 1000 6008725 € - Terra rossa - 56S/28Q/32D Singolare - Doppio     | Nikola Mektić Mate Pavić 6-2, 6(6)-7, [12-10]         | John Isner Diego Schwartzman      | Casper Ruud Alexander Zverev     | Félix Auger-Aliassime Denis Shapovalov Jannik Sinner Cristian Garín |
| 16 maggio          | Geneva Open Ginevra, Svizzera ATP Tour 250 597900 € - Terra rossa - 28S/16Q/16D Singolare - Doppio                      | Casper Ruud 7-6(3), 4-6, 7-6(1)                       | João Sousa                        | Richard Gasquet Reilly Opelka    | Kamil Majchrzak Il'ja Ivaška Tallon Griekspoor Thanasi Kokkinakis   |
| 16 maggio          | Geneva Open Ginevra, Svizzera ATP Tour 250 597900 € - Terra rossa - 28S/16Q/16D Singolare - Doppio                      | Nikola Mektić Mate Pavić 2-6, 6-2, [10-3]             | Pablo Andújar Matwé Middelkoop    | Richard Gasquet Reilly Opelka    | Kamil Majchrzak Il'ja Ivaška Tallon Griekspoor Thanasi Kokkinakis   |
| 16 maggio          | Open Parc Auvergne-Rhône-Alpes Lyon Lione, Francia ATP Tour 250 597900 € - Terra rossa - 28S/16Q/16D Singolare - Doppio | Cameron Norrie 6-3, 6(3)-7, 6-1                       | Alex Molčan                       | Holger Rune Alex de Minaur       | Sebastián Báez Manuel Guinard Yosuke Watanuki Federico Coria        |
| 16 maggio          | Open Parc Auvergne-Rhône-Alpes Lyon Lione, Francia ATP Tour 250 597900 € - Terra rossa - 28S/16Q/16D Singolare - Doppio | Ivan Dodig Austin Krajicek 6-3, 6-4                   | Máximo González Marcelo Melo      | Holger Rune Alex de Minaur       | Sebastián Báez Manuel Guinard Yosuke Watanuki Federico Coria        |
| 23 maggio 5 giugno | Open di Francia Parigi, Francia Grande Slam 42661000 € - Terra rossa - 128S/128Q/64D/32X Singolare - Doppio - Misto     | Rafael Nadal 6-3, 6-3, 6-0                            | Casper Ruud                       | Alexander Zverev Marin Čilić     | Novak Đoković Carlos Alcaraz Andrej Rublëv Holger Rune              |
| 23 maggio 5 giugno | Open di Francia Parigi, Francia Grande Slam 42661000 € - Terra rossa - 128S/128Q/64D/32X Singolare - Doppio - Misto     | Marcelo Arévalo Jean-Julien Rojer 6(4)-7, 7-6(5), 6-3 | Ivan Dodig Austin Krajicek        | Alexander Zverev Marin Čilić     | Novak Đoković Carlos Alcaraz Andrej Rublëv Holger Rune              |
| 23 maggio 5 giugno | Open di Francia Parigi, Francia Grande Slam 42661000 € - Terra rossa - 128S/128Q/64D/32X Singolare - Doppio - Misto     | Ena Shibahara Wesley Koolhof 7-6(5), 6-2              | Ulrikke Eikeri Joran Vliegen      | Alexander Zverev Marin Čilić     | Novak Đoković Carlos Alcaraz Andrej Rublëv Holger Rune              |

### Giugno
| Settimana          | Torneo | Campioni                                                   | Finalisti                        | Semifinalisti                          | Eliminati ai quarti di finale                                                  |
| ------------------ | --- | ---------------------------------------------------------- | -------------------------------- | -------------------------------------- | ------------------------------------------------------------------------------ |
| 6 giugno           | Rosmalen Open 's-Hertogenbosch, Paesi Bassi ATP Tour 250 725540 € - Erba - 28S/16Q/16D Singolare - Doppio                         | Tim van Rijthoven 6-4, 6-1                                 | Daniil Medvedev                  | Adrian Mannarino Félix Auger-Aliassime | Il'ja Ivaška Brandon Nakashima Hugo Gaston Karen Chačanov                      |
| 6 giugno           | Rosmalen Open 's-Hertogenbosch, Paesi Bassi ATP Tour 250 725540 € - Erba - 28S/16Q/16D Singolare - Doppio                         | Wesley Koolhof Neal Skupski 4-6, 7-5, [10-6]               | Matthew Ebden Max Purcell        | Adrian Mannarino Félix Auger-Aliassime | Il'ja Ivaška Brandon Nakashima Hugo Gaston Karen Chačanov                      |
| 6 giugno           | Stuttgart Open Stoccarda, Germania ATP Tour 250 769645 € - Erba - 28S/16Q/16D Singolare - Doppio                                  | Matteo Berrettini 6-4, 5-7, 6-3                            | Andy Murray                      | Nick Kyrgios Oscar Otte                | Stefanos Tsitsipas Márton Fucsovics Benjamin Bonzi Lorenzo Sonego              |
| 6 giugno           | Stuttgart Open Stoccarda, Germania ATP Tour 250 769645 € - Erba - 28S/16Q/16D Singolare - Doppio                                  | Hubert Hurkacz Mate Pavić 7-6(3), 7-6(5)                   | Tim Pütz Michael Venus           | Nick Kyrgios Oscar Otte                | Stefanos Tsitsipas Márton Fucsovics Benjamin Bonzi Lorenzo Sonego              |
| 13 giugno          | Halle Open Halle, Germania ATP Tour 500 2275 € - Erba - 32S/32QS/16D/4QD Singolare - Doppio                                       | Hubert Hurkacz 6-1, 6-4                                    | Daniil Medvedev                  | Oscar Otte Nick Kyrgios                | Roberto Bautista Agut Karen Chačanov Félix Auger-Aliassime Pablo Carreño Busta |
| 13 giugno          | Halle Open Halle, Germania ATP Tour 500 2275 € - Erba - 32S/32QS/16D/4QD Singolare - Doppio                                       | Marcel Granollers Horacio Zeballos 6-4, 6(5)-7, [14-12]    | Tim Pütz Michael Venus           | Oscar Otte Nick Kyrgios                | Roberto Bautista Agut Karen Chačanov Félix Auger-Aliassime Pablo Carreño Busta |
| 13 giugno          | Queen's Club Championships Queen’s Londra, Gran Bretagna ATP Tour 500 2275 € - Erba - 32S/32QS/24D/4QD Singolare - Doppio         | Matteo Berrettini 7-5, 6-4                                 | Filip Krajinović                 | Botic van de Zandschulp Marin Čilić    | Ryan Peniston Emil Ruusuvuori Alejandro Davidovich Fokina Tommy Paul           |
| 13 giugno          | Queen's Club Championships Queen’s Londra, Gran Bretagna ATP Tour 500 2275 € - Erba - 32S/32QS/24D/4QD Singolare - Doppio         | Nikola Mektić Mate Pavić 3-6, 7-6(3), [10-6]               | Lloyd Glasspool Harri Heliövaara | Botic van de Zandschulp Marin Čilić    | Ryan Peniston Emil Ruusuvuori Alejandro Davidovich Fokina Tommy Paul           |
| 20 giugno          | Mallorca Championships Maiorca, Spagna ATP Tour 250 951745 € - Erba - 28S/16Q/16D Singolare - Doppio                              | Stefanos Tsitsipas 6-4, 3-6, 7-6(2)                        | Roberto Bautista Agut            | Antoine Bellier Benjamin Bonzi         | Daniil Medvedev Tallon Griekspoor Daniel Altmaier Marcos Giron                 |
| 20 giugno          | Mallorca Championships Maiorca, Spagna ATP Tour 250 951745 € - Erba - 28S/16Q/16D Singolare - Doppio                              | Rafael Matos David Vega Hernández 7-6(5), 6(6)-7, [10-1]   | Ariel Behar Gonzalo Escobar      | Antoine Bellier Benjamin Bonzi         | Daniil Medvedev Tallon Griekspoor Daniel Altmaier Marcos Giron                 |
| 20 giugno          | Eastbourne International Eastbourne, Gran Bretagna ATP Tour 250 760750 € - Erba - 28S/16Q/16D Singolare - Doppio                  | Taylor Fritz 6-2, 6(4)-7, 7-6(5)                           | Maxime Cressy                    | Jack Draper Alex de Minaur             | Cameron Norrie Ryan Peniston Aleksandr Bublik Tommy Paul                       |
| 20 giugno          | Eastbourne International Eastbourne, Gran Bretagna ATP Tour 250 760750 € - Erba - 28S/16Q/16D Singolare - Doppio                  | Nikola Mektić Mate Pavić 6-4, 6-2                          | Matwé Middelkoop Luke Saville    | Jack Draper Alex de Minaur             | Cameron Norrie Ryan Peniston Aleksandr Bublik Tommy Paul                       |
| 27 giugno 4 luglio | Torneo di Wimbledon Londra, Gran Bretagna Grande Slam 40350000 £ - Erba - 128S/128Q/64D/16Q/48X Singolare - Doppio - Doppio misto | Novak Đoković 4-6, 6-3, 6-4, 7-6(3)                        | Nick Kyrgios                     | Cameron Norrie Rafael Nadal            | Jannik Sinner David Goffin Cristian Garín Taylor Fritz                         |
| 27 giugno 4 luglio | Torneo di Wimbledon Londra, Gran Bretagna Grande Slam 40350000 £ - Erba - 128S/128Q/64D/16Q/48X Singolare - Doppio - Doppio misto | Matthew Ebden Max Purcell 7-6(5), 6(3)-7, 4-6, 6-4, 7-6(2) | Nikola Mektić Mate Pavić         | Cameron Norrie Rafael Nadal            | Jannik Sinner David Goffin Cristian Garín Taylor Fritz                         |
| 27 giugno 4 luglio | Torneo di Wimbledon Londra, Gran Bretagna Grande Slam 40350000 £ - Erba - 128S/128Q/64D/16Q/48X Singolare - Doppio - Doppio misto | Neal Skupski Desirae Krawczyk 6-4, 6-3                     | Matthew Ebden Samantha Stosur    | Cameron Norrie Rafael Nadal            | Jannik Sinner David Goffin Cristian Garín Taylor Fritz                         |

### Luglio
| Settimana | Torneo | Campioni                                            | Finalisti                        | Semifinalisti                         | Eliminati ai quarti di finale                                                   |
| --------- | --- | --------------------------------------------------- | -------------------------------- | ------------------------------------- | ------------------------------------------------------------------------------- |
| 11 luglio | Hall of Fame Open Newport, Stati Uniti ATP Tour 250 665330 $ - Erba - 28S/16Q/16D Singolare - Doppio               | Maxime Cressy 2-6, 6-3, 7-6(3)                      | Aleksandr Bublik                 | Jason Kubler John Isner               | James Duckworth Andy Murray Steve Johnson Benjamin Bonzi                        |
| 11 luglio | Hall of Fame Open Newport, Stati Uniti ATP Tour 250 665330 $ - Erba - 28S/16Q/16D Singolare - Doppio               | William Blumberg Steve Johnson 6-4, 7-5             | Raven Klaasen Marcelo Melo       | Jason Kubler John Isner               | James Duckworth Andy Murray Steve Johnson Benjamin Bonzi                        |
| 11 luglio | Båstad Open Båstad, Svezia ATP Tour 250 597900 € - Terra rossa - 28S/16Q/16D Singolare - Doppio                    | Francisco Cerúndolo 7-6(4), 6-2                     | Sebastián Báez                   | Pablo Carreño Busta Andrej Rublëv     | Aslan Karacev Diego Schwartzman Dominic Thiem Laslo Đere                        |
| 11 luglio | Båstad Open Båstad, Svezia ATP Tour 250 597900 € - Terra rossa - 28S/16Q/16D Singolare - Doppio                    | Rafael Matos David Vega Hernández 6-4, 3-6, [13-11] | Simone Bolelli Fabio Fognini     | Pablo Carreño Busta Andrej Rublëv     | Aslan Karacev Diego Schwartzman Dominic Thiem Laslo Đere                        |
| 18 luglio | Hamburg European Open Amburgo, Germania ATP Tour 500 1911620 € - Terra rossa - 32S/16QS/16D/4QD Singolare - Doppio | Lorenzo Musetti 6-4, 6(6)-7, 6-4                    | Carlos Alcaraz                   | Alex Molčan Francisco Cerúndolo       | Karen Chačanov Borna Ćorić Alejandro Davidovich Fokina Aslan Karacev            |
| 18 luglio | Hamburg European Open Amburgo, Germania ATP Tour 500 1911620 € - Terra rossa - 32S/16QS/16D/4QD Singolare - Doppio | Lloyd Glasspool Harri Heliövaara 6-2, 6-4           | Rohan Bopanna Matwé Middelkoop   | Alex Molčan Francisco Cerúndolo       | Karen Chačanov Borna Ćorić Alejandro Davidovich Fokina Aslan Karacev            |
| 18 luglio | Swiss Open Gstaad Gstaad, Svizzera ATP Tour 250 597900 € - Terra rossa- 28S/16Q/16D Singolare - Doppio             | Casper Ruud 4-6, 7-6(4), 6-2                        | Matteo Berrettini                | Albert Ramos Viñolas Dominic Thiem    | Jaume Munar Nicolás Jarry Juan Pablo Varillas Pedro Martínez                    |
| 18 luglio | Swiss Open Gstaad Gstaad, Svizzera ATP Tour 250 597900 € - Terra rossa- 28S/16Q/16D Singolare - Doppio             | Tomislav Brkić Francisco Cabral 6-4, 6-4            | Robin Haase Philipp Oswald       | Albert Ramos Viñolas Dominic Thiem    | Jaume Munar Nicolás Jarry Juan Pablo Varillas Pedro Martínez                    |
| 25 luglio | Atlanta Open Atlanta, Stati Uniti ATP Tour 250 792980 $ - Cemento - 28S/16Q/16D Singolare - Doppio                 | Alex de Minaur 6-3, 6-3                             | Jenson Brooksby                  | Il'ja Ivaška Frances Tiafoe           | Tommy Paul Adrian Mannarino Brandon Nakashima John Isner                        |
| 25 luglio | Atlanta Open Atlanta, Stati Uniti ATP Tour 250 792980 $ - Cemento - 28S/16Q/16D Singolare - Doppio                 | Thanasi Kokkinakis Nick Kyrgios 7-6(4), 7-5         | Jason Kubler John Peers          | Il'ja Ivaška Frances Tiafoe           | Tommy Paul Adrian Mannarino Brandon Nakashima John Isner                        |
| 25 luglio | Austrian Open Kitzbühel, Austria ATP Tour 250 597900 € - Terra rossa - 28S/16Q/16D Singolare - Doppio              | Roberto Bautista Agut 6-2, 6-2                      | Filip Misolic                    | Albert Ramos Viñolas Yannick Hanfmann | Pedro Martínez Jiří Lehečka Dušan Lajović Dominic Thiem                         |
| 25 luglio | Austrian Open Kitzbühel, Austria ATP Tour 250 597900 € - Terra rossa - 28S/16Q/16D Singolare - Doppio              | Lorenzo Sonego Pedro Martínez 5-7, 6-4, [10-8]      | Tim Pütz Michael Venus           | Albert Ramos Viñolas Yannick Hanfmann | Pedro Martínez Jiří Lehečka Dušan Lajović Dominic Thiem                         |
| 25 luglio | Croatia Open Umag Umago, Croazia ATP Tour 250 597900 € - Terra rossa - 28S/16Q/16D Singolare - Doppio              | Jannik Sinner 6(5)-7, 6-1, 6-1                      | Carlos Alcaraz                   | Giulio Zeppieri Franco Agamenone      | Facundo Bagnis Bernabé Zapata Miralles Marco Cecchinato Roberto Carballés Baena |
| 25 luglio | Croatia Open Umag Umago, Croazia ATP Tour 250 597900 € - Terra rossa - 28S/16Q/16D Singolare - Doppio              | Simone Bolelli Fabio Fognini 5-7, 7-6(6), [10-7]    | Lloyd Glasspool Harri Heliövaara | Giulio Zeppieri Franco Agamenone      | Facundo Bagnis Bernabé Zapata Miralles Marco Cecchinato Roberto Carballés Baena |

### Agosto
| Settimana             | Torneo | Campioni                                     | Finalisti                               | Semifinalisti                              | Eliminati ai quarti di finale                                 |
| --------------------- | --- | -------------------------------------------- | --------------------------------------- | ------------------------------------------ | ------------------------------------------------------------- |
| 1 agosto              | Washington Open Washington, Stati Uniti d'America ATP Tour 500 2108110 $ - Cemento - 48S/24QS/16D/4QD Singolare - Doppio | Nick Kyrgios 6-4, 6-3                        | Yoshihito Nishioka                      | Andrej Rublëv Mikael Ymer                  | Jeffrey John Wolf Daniel Evans Frances Tiafoe Sebastian Korda |
| 1 agosto              | Washington Open Washington, Stati Uniti d'America ATP Tour 500 2108110 $ - Cemento - 48S/24QS/16D/4QD Singolare - Doppio | Nick Kyrgios Jack Sock 7-5, 6-4              | Ivan Dodig Austin Krajicek              | Andrej Rublëv Mikael Ymer                  | Jeffrey John Wolf Daniel Evans Frances Tiafoe Sebastian Korda |
| 1 agosto              | Los Cabos Open Los Cabos, Messico ATP Tour 250 920625 $ - Cemento - 28S/16Q/16D Singolare - Doppio                       | Daniil Medvedev 7-5, 6-0                     | Cameron Norrie                          | Miomir Kecmanović Félix Auger-Aliassime    | Ričardas Berankis Brandon Nakashima Radu Albot Steve Johnson  |
| 1 agosto              | Los Cabos Open Los Cabos, Messico ATP Tour 250 920625 $ - Cemento - 28S/16Q/16D Singolare - Doppio                       | William Blumberg Miomir Kecmanović 6-0, 6-1  | Raven Klaasen Marcelo Melo              | Miomir Kecmanović Félix Auger-Aliassime    | Ričardas Berankis Brandon Nakashima Radu Albot Steve Johnson  |
| 8 agosto              | Canadian Open Montréal, Canada ATP Tour Masters 1000 6573785 $ - Cemento - 56S/24Q/32D Singolare - Doppio                | Pablo Carreño Busta 3-6, 6-3, 6-3            | Hubert Hurkacz                          | Casper Ruud Daniel Evans                   | Nick Kyrgios Félix Auger-Aliassime Jack Draper Tommy Paul     |
| 8 agosto              | Canadian Open Montréal, Canada ATP Tour Masters 1000 6573785 $ - Cemento - 56S/24Q/32D Singolare - Doppio                | Wesley Koolhof Neal Skupski 6-2, 4-6, [10-6] | Daniel Evans John Peers                 | Casper Ruud Daniel Evans                   | Nick Kyrgios Félix Auger-Aliassime Jack Draper Tommy Paul     |
| 15 agosto             | Cincinnati Open Cincinnati, Stati Uniti ATP Tour Masters 1000 6971275 $ - Cemento - 56S/28Q/32D Singolare - Doppio       | Borna Ćorić 7-6(0), 6-2                      | Stefanos Tsitsipas                      | Daniil Medvedev Cameron Norrie             | Taylor Fritz John Isner Carlos Alcaraz Félix Auger-Aliassime  |
| 15 agosto             | Cincinnati Open Cincinnati, Stati Uniti ATP Tour Masters 1000 6971275 $ - Cemento - 56S/28Q/32D Singolare - Doppio       | Rajeev Ram Joe Salisbury 7–6(4), 7–6(5)      | Tim Pütz Michael Venus                  | Daniil Medvedev Cameron Norrie             | Taylor Fritz John Isner Carlos Alcaraz Félix Auger-Aliassime  |
| 22 agosto             | Winston-Salem Open Winston-Salem, Stati Uniti ATP Tour 250 823420 $ - Cemento - 48S/32Q/16D Singolare - Doppio           | Adrian Mannarino 7-6(1), 6-4                 | Laslo Đere                              | Marc-Andrea Hüsler Botic van de Zandschulp | Jack Draper Richard Gasquet Maxime Cressy Benjamin Bonzi      |
| 22 agosto             | Winston-Salem Open Winston-Salem, Stati Uniti ATP Tour 250 823420 $ - Cemento - 48S/32Q/16D Singolare - Doppio           | Matthew Ebden Jamie Murray 6-4, 6-2          | Hugo Nys Jan Zieliński                  | Marc-Andrea Hüsler Botic van de Zandschulp | Jack Draper Richard Gasquet Maxime Cressy Benjamin Bonzi      |
| 29 agosto 5 settembre | US Open New York, Stati Uniti Grande Slam 27915200 $ - Cemento 128S/128Q/64D/32X Singolare - Doppio - Doppio misto       | Carlos Alcaraz 6-4, 2-6, 7-6(1), 6-3         | Casper Ruud                             | Karen Chačanov Frances Tiafoe              | Nick Kyrgios Matteo Berrettini Jannik Sinner Andrej Rublëv    |
| 29 agosto 5 settembre | US Open New York, Stati Uniti Grande Slam 27915200 $ - Cemento 128S/128Q/64D/32X Singolare - Doppio - Doppio misto       | Rajeev Ram Joe Salisbury 7–6(4), 7-5         | Wesley Koolhof Neal Skupski             | Karen Chačanov Frances Tiafoe              | Nick Kyrgios Matteo Berrettini Jannik Sinner Andrej Rublëv    |
| 29 agosto 5 settembre | US Open New York, Stati Uniti Grande Slam 27915200 $ - Cemento 128S/128Q/64D/32X Singolare - Doppio - Doppio misto       | Storm Sanders John Peers 4-6, 6-4, [10-7]    | Kirsten Flipkens Édouard Roger-Vasselin | Karen Chačanov Frances Tiafoe              | Nick Kyrgios Matteo Berrettini Jannik Sinner Andrej Rublëv    |

### Settembre
| Settimana    | Torneo | Campioni                                           | Finalisti                                    | Semifinalisti                        | Eliminati ai quarti di finale                                         |
| ------------ | --- | -------------------------------------------------- | -------------------------------------------- | ------------------------------------ | --------------------------------------------------------------------- |
| 12 settembre | Coppa Davis - Fase a gironi Bologna, Italia Glasgow, Gran Bretagna Amburgo, Germania Valencia, Spagna Torneo a squadre misto Cemento (i) - 16 squadre |                                                    |                                              |                                      |                                                                       |
| 19 settembre | Laver Cup Londra, Gran Bretagna Torneo a squadre Cemento (i) - 12S                                                                                    | Resto del mondo 13-8                               | Europa                                       |                                      |                                                                       |
| 19 settembre | Moselle Open Metz, Francia ATP Tour 250 597900 € - Cemento (i) - 28S/16Q/16D Singolare - Doppio                                                       | Lorenzo Sonego 7-6(3), 6-2                         | Aleksandr Bublik                             | Stan Wawrinka Hubert Hurkacz         | Mikael Ymer Holger Rune Sebastian Korda Arthur Rinderknech            |
| 19 settembre | Moselle Open Metz, Francia ATP Tour 250 597900 € - Cemento (i) - 28S/16Q/16D Singolare - Doppio                                                       | Hugo Nys Jan Zieliński 7-6(5), 6-4                 | Lloyd Glasspool Harri Heliövaara             | Stan Wawrinka Hubert Hurkacz         | Mikael Ymer Holger Rune Sebastian Korda Arthur Rinderknech            |
| 19 settembre | San Diego Open San Diego, Stati Uniti d'America ATP Tour 250 612000 $ - Cemento - 28S/16S/16D Singolare - Doppio                                      | Brandon Nakashima 6-4, 6-4                         | Marcos Giron                                 | Daniel Evans Christopher O'Connell   | Constant Lestienne James Duckworth Daniel Elahi Galán Jenson Brooksby |
| 19 settembre | San Diego Open San Diego, Stati Uniti d'America ATP Tour 250 612000 $ - Cemento - 28S/16S/16D Singolare - Doppio                                      | Nathaniel Lammons Jackson Withrow 7-6(5), 6-2      | Jason Kubler Luke Saville                    | Daniel Evans Christopher O'Connell   | Constant Lestienne James Duckworth Daniel Elahi Galán Jenson Brooksby |
| 26 settembre | Tel Aviv Open Tel Aviv, Israele ATP Tour 250 1019855 $ - Cemento (i) - 28S/16Q/16D Singolare - Doppio                                                 | Novak Đoković 6-3, 6-4                             | Marin Čilić                                  | Roman Safiullin Constant Lestienne   | Vasek Pospisil Arthur Rinderknech Maxime Cressy Liam Broady           |
| 26 settembre | Tel Aviv Open Tel Aviv, Israele ATP Tour 250 1019855 $ - Cemento (i) - 28S/16Q/16D Singolare - Doppio                                                 | Rohan Bopanna Matwé Middelkoop 6-2, 6-4            | Santiago González Andrés Molteni             | Roman Safiullin Constant Lestienne   | Vasek Pospisil Arthur Rinderknech Maxime Cressy Liam Broady           |
| 26 settembre | Sofia Open Sofia, Bulgaria ATP Tour 250 597900 € - Cemento (i) - 28S/32Q/16D Singolare - Doppio                                                       | Marc-Andrea Hüsler 6-4, 7-6(8)                     | Holger Rune                                  | Jannik Sinner Lorenzo Musetti        | Aleksandar Vukic Il'ja Ivaška Jan-Lennard Struff Kamil Majchrzak      |
| 26 settembre | Sofia Open Sofia, Bulgaria ATP Tour 250 597900 € - Cemento (i) - 28S/32Q/16D Singolare - Doppio                                                       | Rafael Matos David Vega Hernández 3-6, 7-5, [10-8] | Fabian Fallert Oscar Otte                    | Jannik Sinner Lorenzo Musetti        | Aleksandar Vukic Il'ja Ivaška Jan-Lennard Struff Kamil Majchrzak      |
| 26 settembre | Korea Open Seul, Corea del Sud ATP Tour 250 1237570 $ - Cemento - 28S/32Q/16D Singolare - Doppio                                                      | Yoshihito Nishioka 6-4, 7-6(5)                     | Denis Shapovalov                             | Aleksandar Kovacevic Jenson Brooksby | Casper Ruud Mackenzie McDonald Radu Albot Cameron Norrie              |
| 26 settembre | Korea Open Seul, Corea del Sud ATP Tour 250 1237570 $ - Cemento - 28S/32Q/16D Singolare - Doppio                                                      | Raven Klaasen Nathaniel Lammons 6-1, 7-5           | Nicolás Barrientos Miguel Ángel Reyes Varela | Aleksandar Kovacevic Jenson Brooksby | Casper Ruud Mackenzie McDonald Radu Albot Cameron Norrie              |

### Ottobre
| Settimana  | Torneo | Campioni                                                   | Finalisti                            | Semifinalisti                            | Eliminati ai quarti di finale                                                 |
| ---------- | --- | ---------------------------------------------------------- | ------------------------------------ | ---------------------------------------- | ----------------------------------------------------------------------------- |
| 3 ottobre  | Astana Open Nur-Sultan, Kazakistan ATP Tour 500 2054825 $ - Cemento (i) - 32S/16Q/16D Singolare - Doppio     | Novak Đoković 6-3, 6-4                                     | Stefanos Tsitsipas                   | Andrej Rublëv Daniil Medvedev            | Adrian Mannarino Hubert Hurkacz Karen Chačanov Roberto Bautista Agut          |
| 3 ottobre  | Astana Open Nur-Sultan, Kazakistan ATP Tour 500 2054825 $ - Cemento (i) - 32S/16Q/16D Singolare - Doppio     | Nikola Mektić Mate Pavić 6-4, 6-2                          | Adrian Mannarino Fabrice Martin      | Andrej Rublëv Daniil Medvedev            | Adrian Mannarino Hubert Hurkacz Karen Chačanov Roberto Bautista Agut          |
| 3 ottobre  | Japan Open Tokyo, Giappone ATP Tour 500 2108110 $ - Cemento - 32S/16Q/16D Singolare - Doppio                 | Taylor Fritz 7–6(3), 7–6(2)                                | Frances Tiafoe                       | Kwon Soon-woo Denis Shapovalov           | Pedro Martínez Miomir Kecmanović Nick Kyrgios Borna Ćorić                     |
| 3 ottobre  | Japan Open Tokyo, Giappone ATP Tour 500 2108110 $ - Cemento - 32S/16Q/16D Singolare - Doppio                 | Mackenzie McDonald Marcelo Melo 6-4, 3-6, [10-4]           | Rafael Matos David Vega Hernández    | Kwon Soon-woo Denis Shapovalov           | Pedro Martínez Miomir Kecmanović Nick Kyrgios Borna Ćorić                     |
| 10 ottobre | Firenze Open Firenze, Italia ATP Tour 250 612000 € - Cemento (i) - 28S/32Q/16D Singolare - Doppio            | Félix Auger-Aliassime 6-4, 6-4                             | Jeffrey John Wolf                    | Lorenzo Musetti Mikael Ymer              | Brandon Nakashima Mackenzie McDonald Aleksandr Bublik Roberto Carballés Baena |
| 10 ottobre | Firenze Open Firenze, Italia ATP Tour 250 612000 € - Cemento (i) - 28S/32Q/16D Singolare - Doppio            | Nicolas Mahut Édouard Roger-Vasselin 7–6(4), 6-3           | Ivan Dodig Austin Krajicek           | Lorenzo Musetti Mikael Ymer              | Brandon Nakashima Mackenzie McDonald Aleksandr Bublik Roberto Carballés Baena |
| 10 ottobre | Gijón Open Gijón, Spagna ATP Tour 250 675345 € - Cemento (i) - 28S/32Q/16D Singolare - Doppio                | Andrej Rublëv 6-2, 6-3                                     | Sebastian Korda                      | Dominic Thiem Arthur Rinderknech         | Tommy Paul Francisco Cerúndolo Andy Murray Pablo Carreño Busta                |
| 10 ottobre | Gijón Open Gijón, Spagna ATP Tour 250 675345 € - Cemento (i) - 28S/32Q/16D Singolare - Doppio                | Máximo González Andrés Molteni 6(6)–7, 7–6(4), [10-5]      | Nathaniel Lammons Jackson Withrow    | Dominic Thiem Arthur Rinderknech         | Tommy Paul Francisco Cerúndolo Andy Murray Pablo Carreño Busta                |
| 17 ottobre | European Open Anversa, Belgio ATP Tour 250 725540 € - Cemento (i) - 28S/16Q/16D Singolare - Doppio           | Félix Auger-Aliassime 6-3, 6-4                             | Sebastian Korda                      | Dominic Thiem Richard Gasquet            | Hubert Hurkacz Yoshihito Nishioka David Goffin Daniel Evans                   |
| 17 ottobre | European Open Anversa, Belgio ATP Tour 250 725540 € - Cemento (i) - 28S/16Q/16D Singolare - Doppio           | Tallon Griekspoor Botic van de Zandschulp 3-6, 6-3, [10-5] | Rohan Bopanna Matwé Middelkoop       | Dominic Thiem Richard Gasquet            | Hubert Hurkacz Yoshihito Nishioka David Goffin Daniel Evans                   |
| 17 ottobre | Stockholm Open Stoccolma, Svezia ATP Tour 250 725540 € - Cemento (i) - 28S/32Q/16D Singolare - Doppio        | Holger Rune 6-4, 6-4                                       | Stefanos Tsitsipas                   | Emil Ruusuvuori Alex de Minaur           | Mikael Ymer Frances Tiafoe Denis Shapovalov Cameron Norrie                    |
| 17 ottobre | Stockholm Open Stoccolma, Svezia ATP Tour 250 725540 € - Cemento (i) - 28S/32Q/16D Singolare - Doppio        | Marcelo Arévalo Jean-Julien Rojer 6-3, 6-3                 | Lloyd Glasspool Harri Heliövaara     | Emil Ruusuvuori Alex de Minaur           | Mikael Ymer Frances Tiafoe Denis Shapovalov Cameron Norrie                    |
| 17 ottobre | Tennis Napoli Cup Napoli, Italia ATP Tour 250 612000 € - Cemento - 28S/32Q/16D Singolare - Doppio            | Lorenzo Musetti 7–6(5), 6-2                                | Matteo Berrettini                    | Miomir Kecmanović Mackenzie McDonald     | Pablo Carreño Busta Daniel Elahi Galán Zhang Zhizhen Tarō Daniel              |
| 17 ottobre | Tennis Napoli Cup Napoli, Italia ATP Tour 250 612000 € - Cemento - 28S/32Q/16D Singolare - Doppio            | Ivan Dodig Austin Krajicek 6-3, 1-6, [10-8]                | Matthew Ebden John Peers             | Miomir Kecmanović Mackenzie McDonald     | Pablo Carreño Busta Daniel Elahi Galán Zhang Zhizhen Tarō Daniel              |
| 24 ottobre | Swiss Indoors Basel Basilea, Svizzera ATP Tour 500 2276105 € - Cemento (i) - 32S/16Q/16D Singolare - Doppio  | Félix Auger-Aliassime 6-3, 7-5                             | Holger Rune                          | Carlos Alcaraz Roberto Bautista Agut     | Pablo Carreño Busta Aleksandr Bublik Arthur Rinderknech Stan Wawrinka         |
| 24 ottobre | Swiss Indoors Basel Basilea, Svizzera ATP Tour 500 2276105 € - Cemento (i) - 32S/16Q/16D Singolare - Doppio  | Ivan Dodig Austin Krajicek 6-4, 7–6(5)                     | Nicolas Mahut Édouard Roger-Vasselin | Carlos Alcaraz Roberto Bautista Agut     | Pablo Carreño Busta Aleksandr Bublik Arthur Rinderknech Stan Wawrinka         |
| 24 ottobre | Vienna Open Vienna, Austria ATP Tour 500 2489935 € - Cemento (i) - 32S/16Q/16D Singolare - Doppio            | Daniil Medvedev 4-6, 6-3, 6-2                              | Denis Shapovalov                     | Grigor Dimitrov Borna Ćorić              | Jannik Sinner Marcos Giron Daniel Evans Hubert Hurkacz                        |
| 24 ottobre | Vienna Open Vienna, Austria ATP Tour 500 2489935 € - Cemento (i) - 32S/16Q/16D Singolare - Doppio            | Alexander Erler Lucas Miedler 6-3, 7-6(1)                  | Santiago González Andrés Molteni     | Grigor Dimitrov Borna Ćorić              | Jannik Sinner Marcos Giron Daniel Evans Hubert Hurkacz                        |
| 31 ottobre | Paris Masters Parigi, Francia ATP Tour Masters 1000 6008725 € - Cemento (i) - 56S/24Q/32D Singolare - Doppio | Holger Rune 3-6, 6-3, 7-5                                  | Novak Đoković                        | Félix Auger-Aliassime Stefanos Tsitsipas | Carlos Alcaraz Frances Tiafoe Lorenzo Musetti Tommy Paul                      |
| 31 ottobre | Paris Masters Parigi, Francia ATP Tour Masters 1000 6008725 € - Cemento (i) - 56S/24Q/32D Singolare - Doppio | Wesley Koolhof Neal Skupski 7–6(5), 6-4                    | Ivan Dodig Austin Krajicek           | Félix Auger-Aliassime Stefanos Tsitsipas | Carlos Alcaraz Frances Tiafoe Lorenzo Musetti Tommy Paul                      |

### Novembre
| Settimana   | Torneo                                                                                        | Campioni                              | Finalisti                | Semifinalisti                | Eliminati ai quarti di finale                                                                               |
| ----------- | --------------------------------------------------------------------------------------------- | ------------------------------------- | ------------------------ | ---------------------------- | --- |
| 7 novembre  | Next Generation ATP Finals Milano, Italia 1400000 $ - Cemento indoor - 8S (RR) Singolare      | Brandon Nakashima 4-3(5), 4-3(6), 4-2 | Jiří Lehečka             | Jack Draper Dominic Stricker | Round robin Gruppo Verde Francesco Passaro Matteo Arnaldi Gruppo Rosso Lorenzo Musetti Tseng Chun-hsin      |
| 14 novembre | ATP Finals Torino, Italia ATP Finals 14750000 $ - Cemento (i) - 8S/8D (RR) Singolare - Doppio | Novak Đoković 7-5, 6-3                | Casper Ruud              | Andrej Rublëv Taylor Fritz   | Round robin Gruppo Verde Rafael Nadal Félix Auger-Aliassime Gruppo Rosso Stefanos Tsitsipas Daniil Medvedev |
| 14 novembre | ATP Finals Torino, Italia ATP Finals 14750000 $ - Cemento (i) - 8S/8D (RR) Singolare - Doppio | Rajeev Ram Joe Salisbury 7–6(4), 6-4  | Nikola Mektić Mate Pavić | Andrej Rublëv Taylor Fritz   | Round robin Gruppo Verde Rafael Nadal Félix Auger-Aliassime Gruppo Rosso Stefanos Tsitsipas Daniil Medvedev |
| 21 novembre | Coppa Davis - Fase finale Malaga, Spagna Torneo a squadre misto Cemento (i)                   | Canada 2-0                            | Australia                | Italia Croazia               | Stati Uniti Germania Spagna Paesi Bassi                                                                     |

### Cancellazioni e spostamenti
| Data       | Torneo                                                                       | Esito                               |
| ---------- | ---------------------------------------------------------------------------- | ----------------------------------- |
| 10 gennaio | Auckland Open Auckland, Nuova Zelanda ATP Tour 250 Terra rossa - 28S/16Q/16D | Annullato per pandemia di COVID-19. |

## Distribuzione punti
| Categoria                       | W      | F      | SF   | QF                                     | R16                                    | R32                                    | R64                                    | R128                                   | Q                                      | Q3                                     | Q2                                     | Q1                                     |
| Grand Slam (S)                  | 2 000  | 1 200  | 720  | 360                                    | 180                                    | 90                                     | 45                                     | 10                                     | 25                                     | 16                                     | 8                                      | 0                                      |
| Grand Slam (D)                  | 2 000  | 1 200  | 720  | 360                                    | 180                                    | 90                                     | 0                                      | –                                      | 25                                     | –                                      | 0                                      | 0                                      |
| ATP Finals (8S/8D)              | 1 500* | 1 000* | 600* | (+200 per match del round robin vinto) | (+200 per match del round robin vinto) | (+200 per match del round robin vinto) | (+200 per match del round robin vinto) | (+200 per match del round robin vinto) | (+200 per match del round robin vinto) | (+200 per match del round robin vinto) | (+200 per match del round robin vinto) | (+200 per match del round robin vinto) |
| ATP Tour Masters 1000 (96S)     | 1 000  | 600    | 360  | 180                                    | 90                                     | 45                                     | 25                                     | 10                                     | 16                                     | –                                      | 8                                      | 0                                      |
| ATP Tour Masters 1000 (56S/48S) | 1 000  | 600    | 360  | 180                                    | 90                                     | 45                                     | 10                                     | –                                      | 25                                     | –                                      | 16                                     | 0                                      |
| ATP Tour Masters 1000 (32D)     | 1 000  | 600    | 360  | 180                                    | 90                                     | 0                                      | –                                      | –                                      | –                                      | –                                      | –                                      | –                                      |
| ATP Tour 500 (48S)              | 500    | 300    | 180  | 90                                     | 45                                     | 20                                     | 0                                      | –                                      | 10                                     | –                                      | 4                                      | 0                                      |
| ATP Tour 500 (32S)              | 500    | 300    | 180  | 90                                     | 45                                     | 0                                      | –                                      | –                                      | 20                                     | –                                      | 10                                     | 0                                      |
| ATP Tour 500 (16D)              | 500    | 300    | 180  | 90                                     | 0                                      | –                                      | –                                      | –                                      | 45                                     | –                                      | 25                                     | 0                                      |
| ATP Tour 250 (48S)              | 250    | 150    | 90   | 45                                     | 20                                     | 10                                     | 0                                      | –                                      | 5                                      | –                                      | 3                                      | 0                                      |
| ATP Tour 250 (32S/28S)          | 250    | 150    | 90   | 45                                     | 20                                     | 0                                      | –                                      | –                                      | 12                                     | –                                      | 6                                      | 0                                      |
| ATP Tour 250 (16D)              | 250    | 150    | 90   | 45                                     | 0                                      | –                                      | –                                      | –                                      | –                                      | –                                      | –                                      | –                                      |

*Quota punti vinta con nessuna partita persa nel round robin.

## Informazioni statistiche
Questa tabella elenca il numero di tornei vinti da ogni giocatori durante la stagione nei tornei di singolare, doppio e doppio misto. Vengono presi in considerazione tutti i tornei organizzati dall'ATP. Per la compilazione di questa tabella valgono i seguenti criteri:
1. numero totale di tornei vinti
2. importanza dei tornei vinti
3. a parità, un torneo singolare vale più di un doppio e di un doppio singolo
4. ordine alfabetico

### Legenda colori
| Tornei del Grande Slam |
| Finals                 |
| ATP 1000               |
| ATP 500                |
| ATP 250                |

### Titoli vinti per giocatore
| Totale | Giocatore                     | Grand Slam | Grand Slam | Grand Slam | Finals | Finals | ATP 1000 | ATP 1000 | ATP 500 | ATP 500 | ATP 250 | ATP 250 | Totali | Totali | Totali |
| Totale | Giocatore                     | S          | D          | M          | S      | D      | S        | D        | S       | D       | S       | D       | S      | D      | M      |
| ------ | ----------------------------- | ---------- | ---------- | ---------- | ------ | ------ | -------- | -------- | ------- | ------- | ------- | ------- | ------ | ------ | ------ |
| 8      | Wesley Koolhof (NLD)          |            |            | ●          |        |        |          | ●        |         |         |         | ●       | 0      | 7      | 1      |
| 8      | Neal Skupski (GBR)            |            |            | ●          |        |        |          | ●        |         |         |         | ●       | 0      | 7      | 1      |
| 6      | Mate Pavić (HRV)              |            |            |            |        |        |          | ●        |         | ●       |         | ●       | 0      | 6      | 0      |
| 5      | Novak Đoković (SRB)           | ●          |            |            | ●      |        | ●        |          | ●       |         | ●       |         | 5      | 0      | 0      |
| 5      | Carlos Alcaraz (ESP)          | ●          |            |            |        |        | ●        |          | ●       |         |         |         | 5      | 0      | 0      |
| 5      | Nikola Mektić (HRV)           |            |            |            |        |        |          | ●        |         | ●       |         | ●       | 0      | 5      | 0      |
| 5      | Andrej Rublëv (TBA)           |            |            |            |        |        |          |          | ●       |         | ●       | ●       | 4      | 1      | 0      |
| 5      | Rafael Matos (BRA)            |            |            |            |        |        |          |          |         |         |         | ●       | 0      | 5      | 0      |
| 4      | Rafael Nadal (ESP)            | ●          |            |            |        |        |          |          | ●       |         | ●       |         | 4      | 0      | 0      |
| 4      | Rajeev Ram (USA)              |            | ●          |            |        | ●      |          | ●        |         |         |         |         | 0      | 4      | 0      |
| 4      | Joe Salisbury (GBR)           |            | ●          |            |        | ●      |          | ●        |         |         |         |         | 0      | 4      | 0      |
| 4      | Nick Kyrgios (AUS)            |            | ●          |            |        |        |          |          |         |         | ●       | ●       | 1      | 3      | 0      |
| 4      | Marcelo Arévalo (SLV)         |            | ●          |            |        |        |          |          |         |         |         | ●       | 0      | 4      | 0      |
| 4      | Jean-Julien Rojer (NLD)       |            | ●          |            |        |        |          |          |         |         |         | ●       | 0      | 4      | 0      |
| 4      | Ivan Dodig (HRV)              |            |            | ●          |        |        |          |          |         | ●       |         | ●       | 0      | 3      | 1      |
| 4      | Félix Auger-Aliassime (CAN)   |            |            |            |        |        |          |          | ●       |         | ●       |         | 4      | 0      | 0      |
| 4      | David Vega Hernández (ESP)    |            |            |            |        |        |          |          |         |         |         | ●       | 0      | 4      | 0      |
| 3      | Matthew Ebden (AUS)           |            | ●          |            |        |        |          |          |         |         |         | ●       | 0      | 3      | 0      |
| 3      | Thanasi Kokkinakis (AUS)      |            | ●          |            |        |        |          |          |         |         | ●       | ●       | 1      | 2      | 0      |
| 3      | Taylor Fritz (USA)            |            |            |            |        |        | ●        |          | ●       |         | ●       |         | 3      | 0      | 0      |
| 3      | Stefanos Tsitsipas (GRC)      |            |            |            |        |        | ●        |          |         | ●       | ●       |         | 2      | 1      | 0      |
| 3      | Holger Rune (DNK)             |            |            |            |        |        | ●        |          |         |         | ●       |         | 3      | 0      | 0      |
| 3      | Hubert Hurkacz (POL)          |            |            |            |        |        |          | ●        | ●       |         |         | ●       | 1      | 2      | 0      |
| 3      | Casper Ruud (NOR)             |            |            |            |        |        |          |          |         |         | ●       |         | 3      | 0      | 0      |
| 3      | Rohan Bopanna (IND)           |            |            |            |        |        |          |          |         |         |         | ●       | 0      | 3      | 0      |
| 3      | Andrés Molteni (ARG)          |            |            |            |        |        |          |          |         |         |         | ●       | 0      | 3      | 0      |
| 2      | Max Purcell (AUS)             |            | ●          |            |        |        |          |          |         |         |         | ●       | 0      | 2      | 0      |
| 2      | John Isner (USA)              |            |            |            |        |        |          | ●        |         |         |         |         | 0      | 2      | 0      |
| 2      | Jack Sock (USA)               |            |            |            |        |        |          | ●        |         |         |         | ●       | 0      | 2      | 0      |
| 2      | Matteo Berrettini (ITA)       |            |            |            |        |        |          |          | ●       |         | ●       |         | 2      | 0      | 0      |
| 2      | Lorenzo Musetti (ITA)         |            |            |            |        |        |          |          | ●       |         | ●       |         | 2      | 0      | 0      |
| 2      | Daniil Medvedev (TBA)         |            |            |            |        |        |          | ●        |         |         | ●       |         | 2      | 0      | 0      |
| 2      | Kevin Krawietz (DEU)          |            |            |            |        |        |          |          |         | ●       |         | ●       | 0      | 2      | 0      |
| 2      | Andreas Mies (DEU)            |            |            |            |        |        |          |          |         | ●       |         | ●       | 0      | 2      | 0      |
| 2      | Fabio Fognini (ITA)           |            |            |            |        |        |          |          |         | ●       |         | ●       | 0      | 2      | 0      |
| 2      | Matwé Middelkoop (NLD)        |            |            |            |        |        |          |          |         | ●       |         | ●       | 0      | 2      | 0      |
| 2      | Austin Krajicek (USA)         |            |            |            |        |        |          |          |         | ●       |         | ●       | 0      | 2      | 0      |
| 2      | Reilly Opelka (USA)           |            |            |            |        |        |          |          |         |         | ●       |         | 2      | 0      | 0      |
| 2      | Cameron Norrie (GBR)          |            |            |            |        |        |          |          |         |         | ●       |         | 2      | 0      | 0      |
| 2      | Roberto Bautista Agut (ESP)   |            |            |            |        |        |          |          |         |         | ●       |         | 2      | 0      | 0      |
| 2      | Pedro Martínez (ESP)          |            |            |            |        |        |          |          |         |         | ●       | ●       | 1      | 1      | 0      |
| 2      | Lorenzo Sonego (ITA)          |            |            |            |        |        |          |          |         |         | ●       | ●       | 1      | 1      | 0      |
| 2      | Ramkumar Ramanathan (IND)     |            |            |            |        |        |          |          |         |         |         | ●       | 0      | 2      | 0      |
| 2      | Santiago González (MEX)       |            |            |            |        |        |          |          |         |         |         | ●       | 0      | 2      | 0      |
| 2      | Francisco Cabral (PRT)        |            |            |            |        |        |          |          |         |         |         | ●       | 0      | 2      | 0      |
| 2      | William Blumberg (USA)        |            |            |            |        |        |          |          |         |         |         | ●       | 0      | 2      | 0      |
| 2      | Nathaniel Lammons (USA)       |            |            |            |        |        |          |          |         |         |         | ●       | 0      | 2      | 0      |
| 2      | Nicolas Mahut (FRA)           |            |            |            |        |        |          |          |         |         |         | ●       | 0      | 2      | 0      |
| 1      | John Peers (AUS)              |            |            | ●          |        |        |          |          |         |         |         |         | 0      | 0      | 1      |
| 1      | Pablo Carreño Busta (ESP)     |            |            |            |        |        | ●        |          |         |         |         |         | 0      | 1      | 0      |
| 1      | Borna Ćorić (HRV)             |            |            |            |        |        | ●        |          |         |         |         |         | 0      | 1      | 0      |
| 1      | Robin Haase (NLD)             |            |            |            |        |        |          |          |         | ●       |         |         | 0      | 1      | 0      |
| 1      | Simone Bolelli (ITA)          |            |            |            |        |        |          |          |         | ●       |         |         | 0      | 1      | 0      |
| 1      | Tim Pütz (DEU)                |            |            |            |        |        |          |          |         | ●       |         |         | 0      | 1      | 0      |
| 1      | Michael Venus (NZL)           |            |            |            |        |        |          |          |         | ●       |         |         | 0      | 1      | 0      |
| 1      | Feliciano López (ESP)         |            |            |            |        |        |          |          |         | ●       |         |         | 0      | 1      | 0      |
| 1      | Marcel Granollers (ESP)       |            |            |            |        |        |          |          |         | ●       |         |         | 0      | 1      | 0      |
| 1      | Horacio Zeballos (ARG)        |            |            |            |        |        |          |          |         | ●       |         |         | 0      | 1      | 0      |
| 1      | Lloyd Glasspool (GBR)         |            |            |            |        |        |          |          |         | ●       |         |         | 0      | 1      | 0      |
| 1      | Harri Heliövaara (FIN)        |            |            |            |        |        |          |          |         | ●       |         |         | 0      | 1      | 0      |
| 1      | Mackenzie McDonald (USA)      |            |            |            |        |        |          |          |         | ●       |         |         | 0      | 1      | 0      |
| 1      | Marcelo Melo (BRA)            |            |            |            |        |        |          |          |         | ●       |         |         | 0      | 1      | 0      |
| 1      | Alexander Erler (AUT)         |            |            |            |        |        |          |          |         | ●       |         |         | 0      | 1      | 0      |
| 1      | Lucas Miedler (AUT)           |            |            |            |        |        |          |          |         | ●       |         |         | 0      | 1      | 0      |
| 1      | Gaël Monfils (FRA)            |            |            |            |        |        |          |          |         |         | ●       |         | 1      | 0      | 0      |
| 1      | Aslan Karacev (RUS)           |            |            |            |        |        |          |          |         |         | ●       |         | 1      | 0      | 0      |
| 1      | Albert Ramos Viñolas (ESP)    |            |            |            |        |        |          |          |         |         | ●       |         | 1      | 0      | 0      |
| 1      | João Sousa (PRT)              |            |            |            |        |        |          |          |         |         | ●       |         | 1      | 0      | 0      |
| 1      | Aleksandr Bublik (KAZ)        |            |            |            |        |        |          |          |         |         | ●       |         | 1      | 0      | 0      |
| 1      | David Goffin (BEL)            |            |            |            |        |        |          |          |         |         | ●       |         | 1      | 0      | 0      |
| 1      | Sebastián Báez (ARG)          |            |            |            |        |        |          |          |         |         | ●       |         | 1      | 0      | 0      |
| 1      | Tim van Rijthoven (NLD)       |            |            |            |        |        |          |          |         |         | ●       |         | 1      | 0      | 0      |
| 1      | Maxime Cressy (USA)           |            |            |            |        |        |          |          |         |         | ●       |         | 1      | 0      | 0      |
| 1      | Francisco Cerúndolo (ARG)     |            |            |            |        |        |          |          |         |         | ●       |         | 1      | 0      | 0      |
| 1      | Alex de Minaur (AUS)          |            |            |            |        |        |          |          |         |         | ●       |         | 1      | 0      | 0      |
| 1      | Jannik Sinner (ITA)           |            |            |            |        |        |          |          |         |         | ●       |         | 1      | 0      | 0      |
| 1      | Adrian Mannarino (FRA)        |            |            |            |        |        |          |          |         |         | ●       |         | 1      | 0      | 0      |
| 1      | Brandon Nakashima (USA)       |            |            |            |        |        |          |          |         |         | ●       |         | 1      | 0      | 0      |
| 1      | Marc-Andrea Hüsler (SUI)      |            |            |            |        |        |          |          |         |         | ●       |         | 1      | 0      | 0      |
| 1      | Yoshihito Nishioka (JPN)      |            |            |            |        |        |          |          |         |         | ●       |         | 1      | 0      | 0      |
| 1      | Filip Polášek (SVK)           |            |            |            |        |        |          |          |         |         |         | ●       | 0      | 1      | 0      |
| 1      | John Peers (IND)              |            |            |            |        |        |          |          |         |         |         | ●       | 0      | 1      | 0      |
| 1      | Pierre-Hugues Herbert (FRA)   |            |            |            |        |        |          |          |         |         |         | ●       | 0      | 1      | 0      |
| 1      | Denys Molčanov (UKR)          |            |            |            |        |        |          |          |         |         |         | ●       | 0      | 1      | 0      |
| 1      | Felipe Meligeni Alves (BRA)   |            |            |            |        |        |          |          |         |         |         | ●       | 0      | 1      | 0      |
| 1      | Ariel Behar (URU)             |            |            |            |        |        |          |          |         |         |         | ●       | 0      | 1      | 0      |
| 1      | Gonzalo Escobar (ECU)         |            |            |            |        |        |          |          |         |         |         | ●       | 0      | 1      | 0      |
| 1      | Nuno Borges (PRT)             |            |            |            |        |        |          |          |         |         |         | ●       | 0      | 1      | 0      |
| 1      | Austin Krajicek (USA)         |            |            |            |        |        |          |          |         |         |         | ●       | 0      | 1      | 0      |
| 1      | Steve Johnson (USA)           |            |            |            |        |        |          |          |         |         |         | ●       | 0      | 1      | 0      |
| 1      | Tomislav Brkić (BIH)          |            |            |            |        |        |          |          |         |         |         | ●       | 0      | 1      | 0      |
| 1      | Simone Bolelli (ITA)          |            |            |            |        |        |          |          |         |         |         | ●       | 0      | 1      | 0      |
| 1      | Miomir Kecmanović (SRB)       |            |            |            |        |        |          |          |         |         |         | ●       | 0      | 1      | 0      |
| 1      | Jamie Murray (GBR)            |            |            |            |        |        |          |          |         |         |         | ●       | 0      | 1      | 0      |
| 1      | Hugo Nys (MON)                |            |            |            |        |        |          |          |         |         |         | ●       | 0      | 1      | 0      |
| 1      | Jan Zieliński (POL)           |            |            |            |        |        |          |          |         |         |         | ●       | 0      | 1      | 0      |
| 1      | Jackson Withrow (USA)         |            |            |            |        |        |          |          |         |         |         | ●       | 0      | 1      | 0      |
| 1      | Raven Klaasen (RSA)           |            |            |            |        |        |          |          |         |         |         | ●       | 0      | 1      | 0      |
| 1      | Édouard Roger-Vasselin (FRA)  |            |            |            |        |        |          |          |         |         |         | ●       | 0      | 1      | 0      |
| 1      | Máximo González (ARG)         |            |            |            |        |        |          |          |         |         |         | ●       | 0      | 1      | 0      |
| 1      | Tallon Griekspoor (NLD)       |            |            |            |        |        |          |          |         |         |         | ●       | 0      | 1      | 0      |
| 1      | Botic van de Zandschulp (NLD) |            |            |            |        |        |          |          |         |         |         | ●       | 0      | 1      | 0      |

### Informazioni sui titoli
I giocatori sottoelencati hanno vinto il loro primo titolo in carriera nel circuito in singolare, doppio o in doppio misto:
- Ramkumar Ramanathan - Adelaide 1 (doppio)
- Thanasi Kokkinakis - Adelaide 2 (singolare)
- Aleksandr Bublik - Montpellier (singolare)
- Félix Auger-Aliassime - Rotterdam (singolare)
- Denys Molčanov - Marsiglia (doppio)
- Pedro Martínez - Santiago del Cile (singolare)
- Max Purcell - Houston (doppio)
- Nuno Borges - Estoril (doppio)
- Francisco Cabral - Estoril (doppio)
- Holger Rune - Monaco di Baviera (singolare)
- Tim van Rijthoven - 's-Hertogenbosch (singolare)
- Maxime Cressy - Newport (singolare)
- Lorenzo Musetti - Amburgo (singolare)
- Brandon Nakashima - San Diego (singolare)
- Nathaniel Lammons - San Diego (doppio)
- Marc-Andrea Hüsler - Sofia (singolare)

## Ritiri
Di seguito i tennisti più noti (ovvero coloro che hanno vinto almeno un torneo dell'ATP Tour, o che sono stati Top 100 nel ranking ATP di singolare o doppio per almeno una settimana) che hanno annunciato il loro ritiro durante o al termine della stagione:
- Kevin Anderson (nato il 18 maggio 1986 a Johannesburg, Sudafrica) - Raggiungendo il main tour ATP nel 2007 e arrivato al n. 5 del ranking, Anderson ha vinto 5 tornei nell'ATP Tour e ha raggiunto la finale in due Open (US Open 2017 e Wimbledon 2018). Ha giocato la sua ultima partita da professionista nel primo turno del Miami Open, uscendone sconfitto.[11][12]
- Aljaž Bedene (nato il 18 luglio 1989 a Lubiana, Jugoslavia, ora Slovenia) - È diventato professionista nel 2008, riuscendo nel 2018 a raggiungere la posizione n. 43 del ranking. Ad inizio del 2022, Bedene ha annunciato il suo ritiro a fine stagione dopo lo spareggio della sua nazionale in Coppa Davis, con lo scopo di diventare un procuratore sportivo.[13][14]
- Ruben Bemelmans (nato il 14 gennaio 1988 a Genk, Belgio) - È diventato professionista nel 2006, raggiungendo la posizione n. 84 del ranking di singolare nel settembre 2015 e la n. 128 in quello di doppio nell'ottobre 2012. In quest'ultima categoria ha vinto un torneo. Bemelmans ha giocato la sua ultima partita da professionista ai turni di qualificazione dello European Open.[15][16]
- Juan Martín del Potro (nato il 23 settembre 1988 a Tandil, Argentina) - Del Potro è entrato nell'ATP Tour nel 2005, riuscendo a raggiungere la posizione n. 3 del ranking di singolare il 13 agosto 2018, oltreché la n. 105 nel ranking di doppio il 25 maggio 2009. Il tennista argentino ha vinto 22 torneo ATP di singolare, tra cui lo US Open 2009 (unico suo titolo major), due medaglie olimpiche, la Coppa Davis 2016 con la nazionale argentina e il torneo di Indian Wells 2018 (il solo torneo Master 1000 da lui ottenuto in carriera). Dopo una lunga carriera lacerata da diversi infortuni, Del Potro ha giocato la sua ultima partita all'Argentina Open,[17] uscito sconfitto dal suo connazionale Federico Delbonis.
- Rogério Dutra Silva (nato il 3 febbraio 1984 a San Paolo, Brasile) - Diventato professionista nel 2003, ha raggiunto al massimo la posizione n. 63 nel ranking di singolare nel luglio 2017, e la n. 84 nel ranking di doppio nel febbraio 2018. Con la vittoria di un torneo ATP di doppio, Dutra Silva si è ritirato dopo aver giocato la sua ultima partita nel torneo di doppio del Rio Open.[18]
- Jonathan Erlich (nato il 5 aprile 1977 a Buenos Aires, Argentina) - Erlich ha annunciato il suo ritiro dopo la sua partecipazione al Tel Aviv Open, nel settembre 2022.[19]
- Roger Federer
- Alejandro González
- Tobias Kamke
- Blaž Kavčič
- Philipp Kohlschreiber
- Marc López
- Yannick Maden
- David Marrero
- Nicholas Monroe
- Frederik Nielsen
- Sam Querrey
- Tommy Robredo
- Dudi Sela
- Andreas Seppi
- Gilles Simon
- Ken Skupski
- Bruno Soares
- Serhij Stachovs'kyj
- Horia Tecău
- Jo-Wilfried Tsonga